# Neyyoor
Neyyoor es una ciudad y nagar Panchayat situada en el distrito de Kanyakumari en el estado de Tamil Nadu (India). Su población es de 12917 habitantes (2011). Se encuentra a 54 km de Thiruvananthapuram y a 77 km de Tirunelveli. 

## Demografía
Según el censo de 2011 la población de Neyyoor era de 12917 habitantes, de los cuales 6414 eran hombres y 6503 eran mujeres. Neyyoor tiene una tasa media de alfabetización del 93,71%, superior a la media estatal del 80,09%: la alfabetización masculina es del 95,14%, y la alfabetización femenina del 92,30%.